# Радосавска
Радосавска је насељено мјесто на подручју града Бање Луке, Република Српска, БиХ. Ово насељено мјесто припада мјесној заједници Пискавица.

## Култура и образовање
У селу Радосавска ради одјељење Основне школе „Ћирило и Методије“ чије се сједиште налази у селу Пискавица.

## Засеоци
Селу Радосавска припадају сљедећи засеоци: Ајдарићи, Цергићи, Дакићи, Ђурићи, Граховци, Грујићи, Јаковљевићи, Јекићи, Касаловићи, Крпељи, Лакићи, Њезинћи, Плављани, Пусци, Радованцевићи, Раковићи, Сандаљи, Сјенице, Стрпћи, Толимири, Висићи и Вукајловићи.

## Становништво
|             | 2013.        | 1991.        | 1981.        | 1971.        |
| Укупно      | 273 (100,0%) | 514 (100,0%) | 734 (100,0%) | 861 (100,0%) |
| Срби        | 272 (99,63%) | 493 (95,91%) | 716 (97,55%) | 855 (99,30%) |
| Остали      | 1 (0,366%)   | 13 (2,529%)  | 1 (0,136%)   | 4 (0,465%)   |
| Југословени | –            | 5 (0,973%)   | 15 (2,044%)  | –            |
| Хрвати      | –            | 3 (0,584%)   | 2 (0,272%)   | 1 (0,116%)   |
| Словенци    | –            | –            | –            | 1 (0,116%)   |